# 32186 McMullan
32186 McMullan è un asteroide della fascia principale. Scoperto nel 2000, presenta un'orbita caratterizzata da un semiasse maggiore pari a 2,583379 UA e da un'eccentricità di 0,051888, inclinata di 14,151839° rispetto all'eclittica. Ha un diametro di 4,180 km.